# Peter Bamm
Peter Bamm, pseudónimo de Curt Emmrich, (Hochneukirch, Alemania; 20 de octubre de 1897 - Zollikon, Suiza, 30 de marzo de 1975) fue un médico cirujano y escritor alemán. 
Participó como voluntario en la I Guerra Mundial; estudió Medicina y Sinología. Como médico de un barco realizó numerosos viajes a lo largo de todo el mundo, antes de abrir consulta en Berlín. En la II Guerra Mundial participó como médico militar en el frente del Este; su más conocida novela La bandera invisible (Die unsichtbare Flagge) presenta historias vividas como médico en Crimea, teñidas de humanismo. Después de la guerra trabajó para diferentes periódicos de Berlín.

## Obras
Peter Bamm publicó numerosos artículos en el periódico, llenos de ironía y espíritu. Junto a obras científicas y médicas es el autor de relatos de viajes, llenos de referencias a la historia de la cultura, y una autobiografía. Es un representante de una generación de médicos humanistas que se dio no sólo en Alemania. 
- Ex ovo (Ensayos sobre la Medicina), 1948
- Die unsichtbare Flagge (experiencias de guerra noveladas), 1952
- Frühe Stätten der Christenheit (Relato de viaje), 1955
- Wiege unserer Welt, 1958 (ed.)
- Welten des Glaubens, 1959
- An den Küsten des Lichts (Relato de viaje), 1961
- Alexander oder die Verwandlung der Welt (Biografía de Alejandro Magno),1965
- Alexander der Große. Ein königliches Leben, 1968
- Anarchie mit Liebe (Colección de ensayos)
- Eines Menschen Zeit (Autobiografía), 1972
- Am Rande der Schöpfung, (Ensayos y artículos de periódico), 1974

## Obras publicadas en español
- Alejandro Magno y su tiempo, Barcelona: Bruguera 1968
- Por los caminos bíblicos 4000 años después, Estella: Verbo Divino 1966
- El reino de la fe, Barcelona: Labor 1960
- La bandera invisible, Madrid: Palabra 1991